# Добриња I
Добриња I је источносарајевска градска четврт и урбани центар општине Источна Илиџа и Града Источно Сарајево, Република Српска, БиХ. На Добрињи I се налази Градско шеталиште Др Миодраг Лазић, који заједно са Тргом Србија, у општини Источно Ново Сарајево, представља урбано језгро Града Источно Сарајево. Дио Добриње I арбитражном одлуком припада општини Нови Град у Граду Сарајеву, ФБиХ.

## Карактеристике
Добрињу краси једно од најљепших сарајевских шеталишта Др Миодраг Лазић, које носи име по љекару који је спашавао животе рањеника током ратних збивања. По овом знаменитом љекару је добио име и Трг на истоименом шеталишту, гдје се поред градске фонтане налази и Лазићева спомен - биста.У насељу Добриња се налазе и бројне друге најзначајније градске и државне установе и институције попут Аутобуске станице Града Источно Сарајево, Агенције за превенцију корупције и координацију борбе против корупције, Институт за Стандардизацију, Служба за послове са странцима, Музичка школа ,,Basics Сарајево, Завод за запошљавање Филијала Источно Сарајево - Боро Источна Илиџа, Туристички инфо-центар Источна Илиџа Туристичке агенције Источно Сарајево и др. Од 1995 године насеље краси и Храм Василија Острошког, чија је градња започета 1989. године. Овај велелепни Храм у бордо боји је постао један од најзначајнијих симбола Добриње, Источног Сарајева и Сарајева.

## Историја
Поред Добриње IV, ово насеље је једини дио градске урбане зоне предратног Сарајева који је остао у Републици Српској. Прије ратних дешавања Добриња I је била дио сарајевске општине Нови Град.
Добриња је као урбано градско насеље настала за потребе сарајевских Зимских олимпијских игара у Сарајеву, а дио који носи назив Добриња I изграђен је почетком олимпијаде, док је дио који данас симолише центар Источног Сарајева, изграђен и усељен посљедњу деценију. Добриња I је током Одбрамбено-отаџбинског рата била поприште градских борби, а кроз њу је пролазила прва линија одбране Српског Сарајева у овом дијелу града.

## Култура
У насељу Добриња I налази се Храм Светог Василија Острошког који представља један од главних симбола Источног Сарајева. На Добрињи I се налази Основна школа "Петар Петровић Његош", која је после потписивања Дејтона пренијета са Илиџе и наставља правну традицију три илиџанске основне школе.

## Положај
Насеље се налази у централном дијелу Источног Сарајева, а оивичено је улицама Академика Петра Мандића, док највећи дио насеља представља Трг и Градско шеталиште Др Миодраг Лазић. Са источне стране насеља се наставља на Добрињу IV, са којом чини једну Мјесну заједницу Добриња (која се посљедњих година назива и српска или Нова Добриња), са сјеверне стране је граница са Федерацијом БиХ гдје се надовезује са Булеваром и шеталиштем на Добрињи II у општини Нови Град Сарајево, са западне је Аеродромско насеље, док се насеље Лукавица налази на јужној страни, гдје се Градско шеталиште др Миодраг Лазић ускоро спаја модерном пасарелом са Тргом Србија, чиме се центар Источног Сарајева заокружује у једну лијепу и урбану цјелину. У дијелу Добриње који је административно припао ентитету ФБиХ, у општини Нови Град Сарајево, налази се Трг Сабора босанског

## Становништво
| Демографија | Демографија | Демографија |
| Година      | Становника  | Становника  |
| ----------- | ----------- | ----------- |
| 1961.       | 348         |             |
| 1971.       | 944         |             |
| 1981.       | 694         |             |